# NGC 1686
NGC 1686 je galaksija u zviježđu Eridanu.

## Vanjske poveznice
- SEDS: NGC 1686